# 佩氏細雙鰭鱨
佩氏細雙鰭鱨，為輻鰭魚綱鯰形目倒立鯰科的其中一種，為熱帶淡水魚，分布於非洲獅子山淡水流域，體長可達3.6公分，棲息在森林溪流底中層水域，生活習性不明。

## 扩展阅读
維基物種上的相關：佩氏細雙鰭鱨